# Szczeliny wiatrowe
Szczeliny wiatrowe  – osobliwa sieć szczelin skalnych i spękań w górnej części stoku góry, w których występuje dwufazowa cyrkulacja powietrza, wdech i wydech. Wdech występuje w ciepłej porze roku, wówczas szczelinami wiatrowymi w pobliżu szczytu  ciepłe powietrze zasysane jest do wnętrza góry, przepływając przez system spękań oziębia się i wypływa u podnóża góry. Wydech występuje w chłodnej części roku, zimne powietrze zasysane jest u podstawy góry, przepływając przez system kanałów ogrzewa się i wypływa szczelinami wiatrowymi w pobliżu szczytu. Zjawisko to zachodzi dzięki różnicy temperatur pomiędzy temperaturą skał we wnętrzu góry a temperaturą zewnętrzną. Najintensywniejszy ruch powietrza występuje, gdy różnica temperatur pomiędzy skałą a otoczeniem jest duża, wówczas ruch powietrza w szczelinach wytwarza akustyczne dźwięki zbliżone do buczenia. Zjawisko akustyczne występuje w najcieplejszej oraz najchłodniejszej porze roku.
Szczeliny wiatrowe powstały wskutek zróżnicowanej odporności skał. Miękkie mało odporne skały położone niżej, erodując powodowały pękanie skał twardszych położonych powyżej. Spękane i zwietrzałe głazy zostały przemieszczone przez ruchy masowe z części górnej w dół stoku tworząc osuwisko, w którym między blokami skalnymi powstała sieć szczelin oraz wszelkiego typu rozwartych pęknięć.